# Sint-Martinuskerk (Oeselgem)

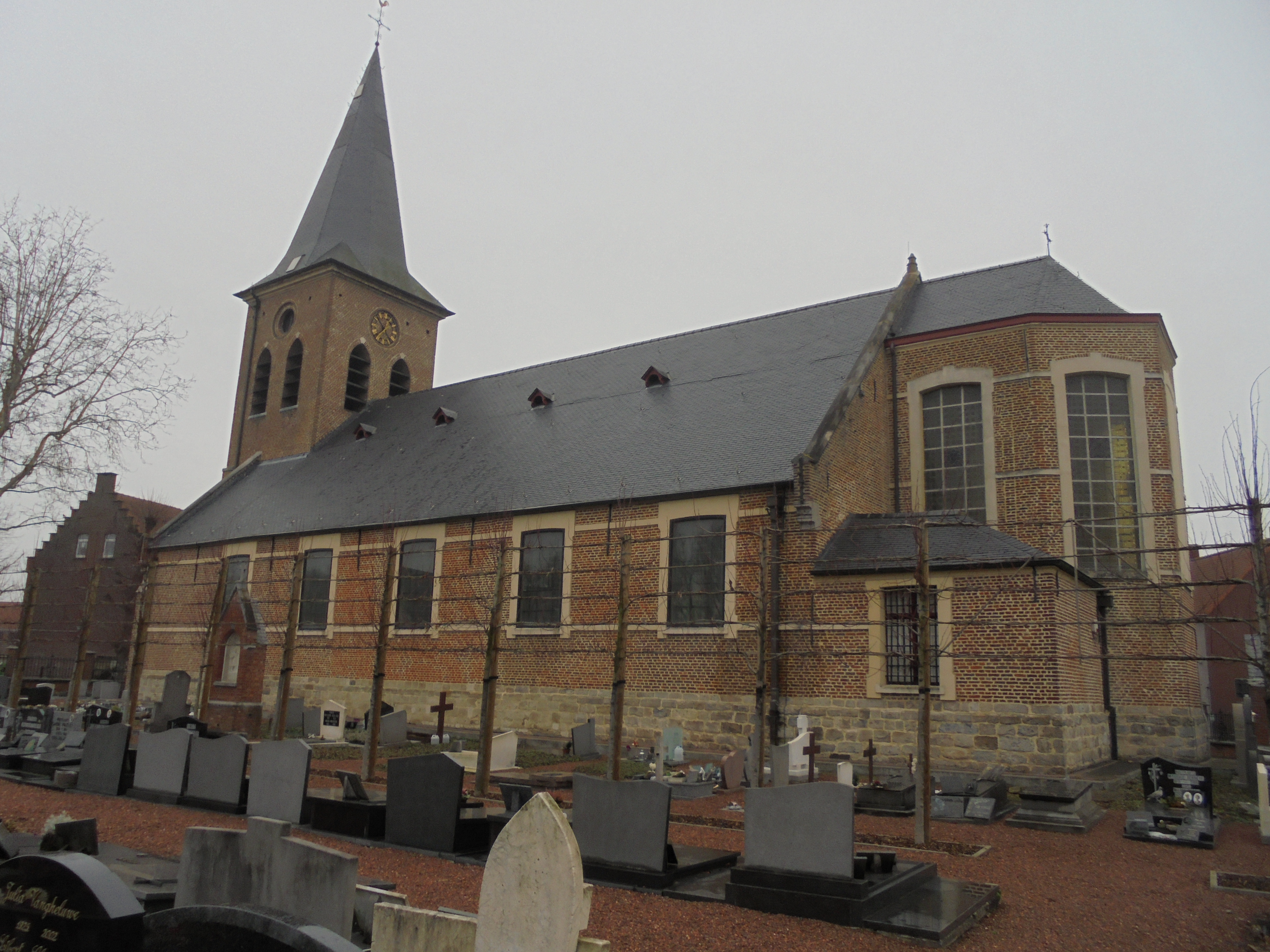
Sint-Martinuskerk

De Sint-Martinuskerk is de parochiekerk van de tot de West-Vlaamse gemeente Dentergem behorende plaats Oeselgem, gelegen aan het Kerkplein.

## Geschiedenis
Vermoedelijk gaat de stichting van de parochie terug tot het einde van de Karolingische tijd, maar in 1362 werd hij voor het eerst terloops schriftelijk vermeld. In 1455 werd melding gemaakt van zowel het kerkgebouw als de pastoor. Er werd een driebeukige gotische kerk met vieringtoren gebouwd. In 1692 werd vermeld dat deze kerk in bouwvallige staat verkeren. In 1695 werd de kerk beroofd, waarbij al haar kerkschatten verloren gingen.
In 1720 werd de kerk gedeeltelijk gesloopt met behoud van de vieringtoren, enkele muurfragmenten en pilaren. Er kwam een nieuwe kerk in classicistische stijl, waarbij de vieringtoren nu fungeerde als geveltoren. In 1810 werd een nieuw altaar geplaatst, in empirestijl. In 1847 werd de gotische toren afgebroken en vervangen door een neogotisch exemplaar.
Opmerkelijk: slechts drie van de vier zijden van de toren hebben een wijzerplaat. Richting Zulte ontbreekt ze omdat de weg naar Zulte met brug over de Leie, tegenwoordig Vierfrontenbrug geheten, pas in 1913 gebouwd werd. Voordien was een wijzerplaat aan die zijde overbodig en ze werd nooit toegevoegd. 
Tijdens de Eerste Wereldoorlog werd de kerk, in 1918 zwaar beschadigd. Van 1920-1922 werd de kerk hersteld. In 1940 werd de kerk opnieuw beschadigd.

## Gebouw
Het betreft een driebeukig bakstenen gebouw van 1720, met een neogotische westgevel en toren van 1847. Het koor is driezijdig afgesloten. De rococo-orgelkast droeg vroeger het chronogram: LooV goD gheeL WeL Met ‘t orgeLspeL, wat 1765 oplevert. Het orgel werd vervaardigd door Jan en Pieter De Rijckere.

## Interieur
Het kerkmeubilair (zijaltaren en biechtstoelen) is voornamelijk in rococostijl. Het hoofdaltaar van 1810 is in empirestijl.